# Herb gminy Trzyciąż
Herb gminy Trzyciąż – symbol gminy Trzyciąż, ustanowiony 26 czerwca 2002.

## Wygląd i symbolika
Herb przedstawia na tarczy w polu błękitnym trójwzgórze srebrne, a nad nim kwiat obuwika o czterech płatkach czerwonych i wargach złotych, poniżej rogacina i korona. Kwiat storczyka jest nawiązaniem do Dłubniańskiego Parku Krajobrazowego, srebrna rogacina jest nawiązaniem do herbu Odrowąż, a złota korona Piastów do króla Władysława Łokietka. Błękit symbolizuje Matkę Bożą oraz niebo nad gminą.